# UGC 1810
UGC 1810 (również PCG 8931) – galaktyka spiralna znajdująca się w konstelacji Andromedy w odległości około 340 milionów lat świetlnych od Ziemi.
Galaktyki UGC 1810 oraz UGC 1813 tworzą razem parę galaktyk znaną jako Arp 273. Silne oddziaływanie obu galaktyk zniekształciło ich kształt. Bliskie spotkanie z sąsiednią galaktyką doprowadziło do intensywnego formowania nowych gwiazd w obu galaktykach. Widoczny jest również cienki most materii łączący obie galaktyki oddalone o dziesiątki lat świetlnych.
Duża, zewnętrzna cześć ramienia spiralnego częściowo utworzyła pierścień. Seria niezwykłych spiral UGC 1810 jest skutkiem wzajemnego oddziaływania galaktyk. Proces ten może doprowadzić do wchłonięcia mniejszej UGC 1813.
W galaktyce UGC 1810 w grudniu 1962 roku zaobserwowano wybuch supernowej SN 1962R.